# مجلس المحافظة (الأردن)
مجالس المحافظات مجالس محلية منتخبة في الأردن على مستوى المحافظة، تأسست بموجب قانون اللامركزية الأردني لعام 2015، واُقرّت لأول مرة في الانتخابات المحلية عام 2017. يوجد مجلس محافظة واحد لكلاً من المحافظات الإثني العشر في الأردن. يجري انتخاب 85% من مقاعد المجلس وتحظى النساء بنسبة 10% منها على الأقل، في حين يُعيين 15% من الأعضاء من قبل مجلس الوزراء ثلثها مخصصة للنساء. يتحدد عدد أعضاء المجلس المنتخبين وتقسيم الدوائر الانتخابية والمقاعد المخصصة لهم في كل محافظة وفق نظام خاص. يتمتع المجلس بشخصية اعتبارية ذات استقلال مالي وإداري ويعمل على التنمية والخدمات في المحافظة بغرض تخفيف العبء على البرلمان.
مدة المجلس أربع سنوات تبدأ من يوم إعلان أسماء الفائزين في الجريدة الرسمية وتنتهي ولايته بانتهاء تلك المدة او بحلّه وفقا لأحكام هذا القانون.

## مهام المجلس
يتولى المجلس عددًا من المهام منها:
- إقرار مشروعات الخطط الاستراتيجية والتنفيذية المتعلقة بالمحافظة والمحالة اليه من المجلس التنفيذي والتأكد من تنفيذها.
- إقرار دليل احتياجات المحافظة من المشاريع التنموية والخدمية المحال اليه من المجلس التنفيذي .
- إقرار المشاريع الخدمية والاستثمارية المحالة اليه من المجلس التنفيذي كذلك المشاريع التنموية التي تعود بالنفع العام على المحافظة.
- اقتراح انشاء مشاريع استثمارية والقيام بمشاريع مشتركة مع المحافظات الأخرى بموافقة الجهات المختصة.

وغيرها من المهام.